# Carole Eastman
Carole Eastman (Glendale, 19 de fevereiro de 1934 — Los Angeles, 13 de fevereiro de 2004) foi uma atriz e roteirista norte-americana.